# Juan Francisco de Bette

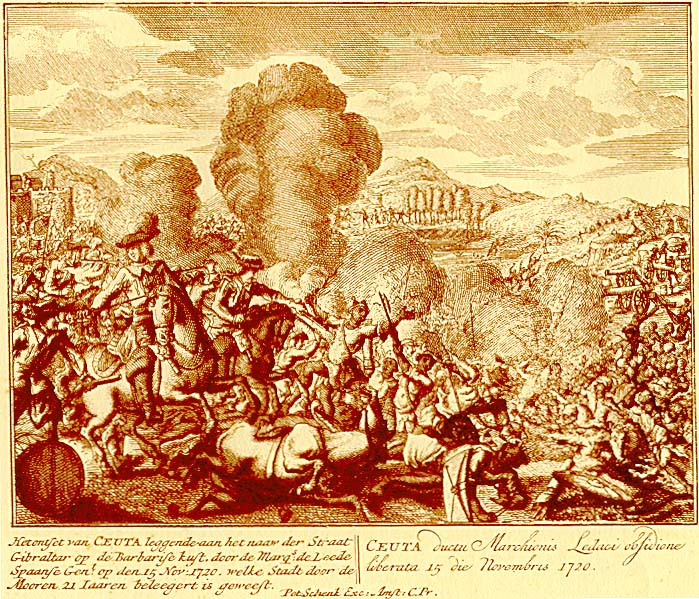
El marqués de Lede dirigiendo el ataque contra los sitiadores de Ceuta en 1720.

Jean François Nicolas de Bette, castellanizado como Juan Francisco de Bette (Lede, 1672 - Madrid, 11 de enero de 1725) fue un militar flamenco al servicio de España.

## Biografía
III marqués de Lede, 
comendador de Biedma en la orden de Santiago, que dejó para recibir el toisón de oro en 1703, 
tomó parte activa en la guerra de sucesión española y en la guerra de la Cuádruple Alianza. 
Fue capitán general de Baleares en 1715,
virrey de Cerdeña en 1717, de Sicilia en 1718,
Grande de España en 1720
y consejero de Estado de Luis I.